# Franc Eržen
Franc Eržen, slovenski ravnatelj, * 1915, † 2010.

## Odlikovanja in nagrade
Leta 2000 je prejel častni znak svobode Republike Slovenije z naslednjo utemeljitvijo: »za petdesetletno kulturno delovanje in še posebej za organiziranje Severjevih dnevov v Ribnici na Pohorju«.